# Gert Nilsson (bordtennisspelare)
Gert Nilsson, född 16 oktober 1947 i Falkenberg, är en svensk bordtennisspelare. Han tog tillsammans med Bror Hedin guld i denna gren i paralympiska sommarspelen 1976 i Toronto.